# Recueil de nouvelles

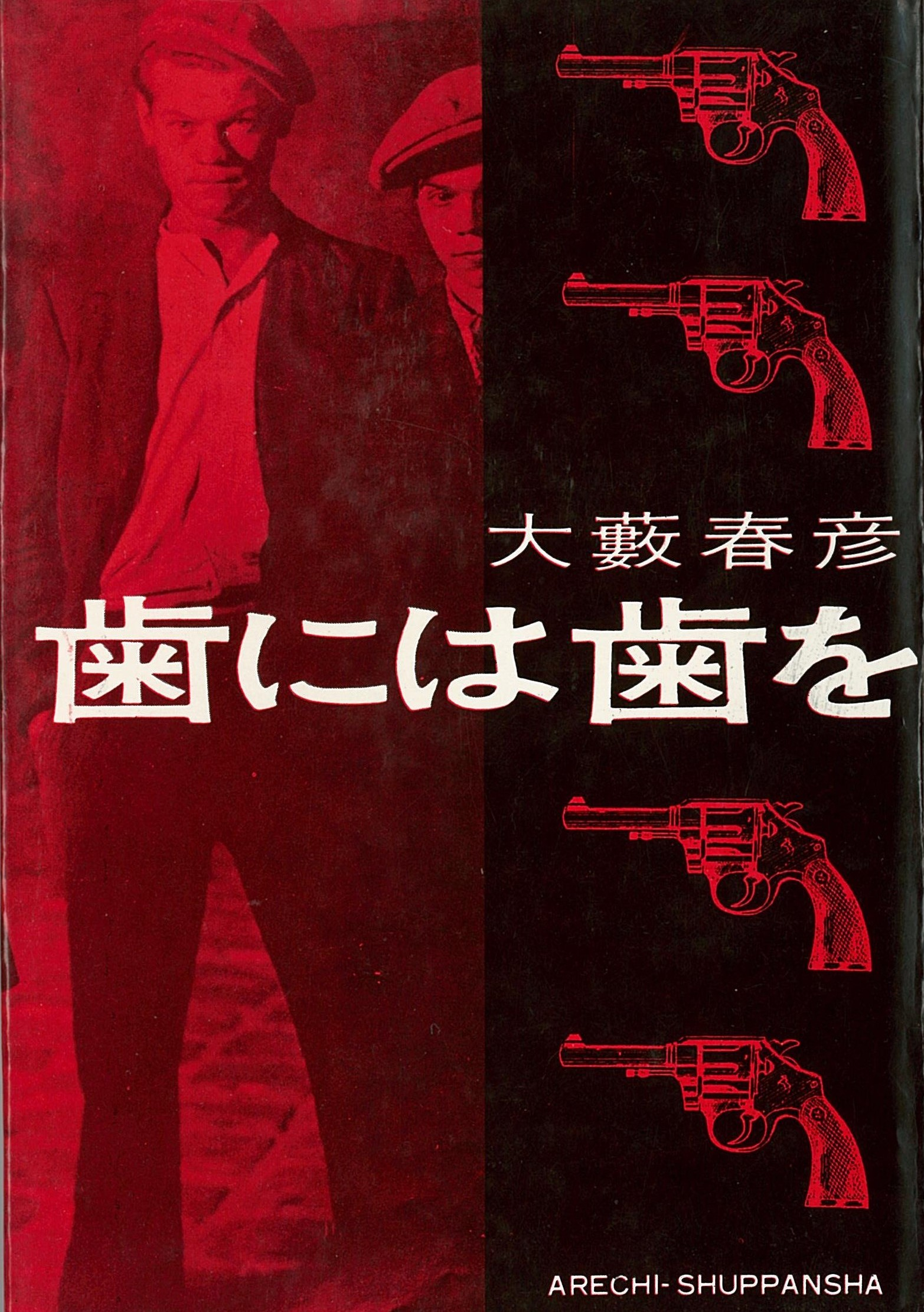
Couverture d'un recueil de nouvelles policières d' (1960).

Un recueil de nouvelles est un livre composé de plusieurs nouvelles (histoires courtes) de la plume d'un auteur unique, par opposition à une anthologie dont les éléments sont rédigés par plusieurs auteurs (comme Les Soirées de Médan ou The Best American Short Stories (en), publié chaque année depuis 1915).
Les histoires d'un recueil peuvent se rapporter à un même thème, cadre, ou mêmes personnages et peuvent parfois être des œuvres poétiques. Le recueil peut être composé d'œuvres inédites ou d'histoires parues précédemment dans des revues ou périodiques.

## Histoire
Très tôt, au moins depuis le Moyen Âge, le genre de la nouvelle se retrouve à l’intérieur d’un recueil en regroupant un certain nombre. On peut songer, pour le XIIe siècle, au Roman des Sept sages ou, en 1430, aux Quinze joies de mariage.